# Dysdera maronita
Dysdera maronita là một loài nhện trong họ Dysderidae.
Loài này thuộc chi Dysdera. Dysdera maronita được Fulvio Gasparo miêu tả năm 2003.